# Mahammatkodir Abdoollayev
Mahammatkodir Abdoollayev (em uzbeque: Мухаммадкадыр Абдуллаев; Andijon, 15 de novembro de 1973) é um pugilista uzbeque.
No Campeonato Mundial de Boxe Amador de 1999 realizado em Houston, Texas (Estados Unidos) conquistou o título na categoria meio-médio-ligeiro. Conquistou a medalha de ouro nas Olimpíadas de Sydney 2000 também na categoria meio-médio-ligeiro (até 63,5 kg) e, nesta mesma edição, foi o porta-bandeira da delegação uzbeque na Cerimônia de Abertura dos Jogos.